# 여자는 왜?
《여자는 왜?》는 2001년 11월 5일부터 2002년 7월 12일까지 방영된 한국방송공사 2TV 일일연속극으로, 젊은이들의 꿈과 사랑, 가치관을 투영함과 동시에 신구세대와 함께 어우러지며 서로 이해하고 다가가는 따뜻한 모습을 그렸으며 처음 기획 당시에는 시트콤을 제작하려 했으나 드라마 구조가 강한 시트콤으로 차별화를 시도하는 과정에서 30∼50대 시청자들을 겨냥한 시추에이션 드라마로 전환됐다.
한편, 1997년 종영된 《오늘은 남동풍》이후 해당 작품을 통해 본격적으로 2TV 일일드라마가 부활됐다.

## 줄거리
한 집에 사는 3대 대가족이 좌충우돌하며 살아가는 삶의 이야기를 통해 끈끈한 가족애를 표현하고, 가진 건 없지만 화목하게 사는 가정과 넉넉하지만 화목하지 않은 집안을 통해 진정한 행복이란 무엇인지 생각해본다.
또한 30~50대 여자들이 생활 속에서 겪을 수 있는 일들을 현실적이고 재미있게 그려내고, 그들만의 갈등과 고민을 긍정적이고 따뜻하게 풀어냄으로써 모든 이가 공감할 수 있는 계기를 마련하고자 한다. 아울러, 이 시대 젊은이들의 꿈과 사랑, 가치관을 투영함과 동시에 신구세대와 함께 어우러지며 서로 이해하고 다가가는 따뜻한 모습을 그려내고자 한다.

## 등장 인물
- 김무생 : 김무생 역
- 이보희 : 이보희 역 - 김무생의 연인
- 김영애 : 김영애 역 - 김용건의 아내
- 김용건 : 김용건 역 - 김무생의 장남
- 이휘향 : 이휘향 역 - 김하균의 아내
- 김하균 : 김하균 역 - 김무생의 차남
- 노현희 : 김현희 역 - 김무생의 딸
- 배도환 : 배도환 역
- 이민우 : 김민우 역 - 영애과 용건의 장남
- 성은 : 휘향과 하균의 장녀
- 고은미 : 김은미 역 - 휘향과 하균의 장녀
- 고미영 : 고미영 역
- 도지영 : 도지영 역 - 김민우의 연인
- 강이슬 : 강이슬 역
- 주한울 : 김한울 역 - 영애과 용건의 차남
- 신지수 : 김지수 역 - 휘향과 하균의 차녀
- 한지혜 : 김지혜 역 - 영애과 용건의 딸
- 윤도연 : 도연 역 - 김현희의 딸
- 방성민 : 성민 역 - 보희의 아들
- 이지선
- 오주은
- 이화선
- 한희 : 이영애 역
- 최우혁 : 강도영 역
- 김애란
- 전원주
- 이칸희
- 이효정
- 한지안
- 김소원
- 김용선
- 정종준

## 결방
- 2001년 12월 24일 - 9시 20분부터 11시 20분까지 월화 미니시리즈 《미나》 15~16회(끝) 연속 편성
- 2001년 12월 25일 - 성탄특집드라마 <엄마의 크리스마스> 편성[3]
- 2001년 12월 28일 - 9시 20분부터 송년특집 《VJ특공대》 편성[4]
- 2001년 12월 31일 - 《KBS 연기대상》 1~3부 편성
- 2002년 1월 1일 - 신년특선영화 《택시 2》 편성[5]
- 2002년 2월 11일 - 8시 40분부터 설 특집 <파워쇼 한중일 삼국지> 편성
- 2002년 2월 12일 - 8시 20분부터 설 특집 <왕건 오락관> 편성[6]
- 2002년 2월 13일 - 9시 15분부터 설 특선영화 《타이타닉》 편성[7]
- 2002년 2월 14일 - 9시 20분부터 설 특선영화 《미이라》 편성[8]
- 2002년 3월 15일 - 7시부터 <한일 청소년 축구대회> 편성
- 2002년 4월 26일 - 7시부터 <한중청소년 축구대회> 편성에 따라 《스타 집현전》이 9시부터 10시, 《VJ특공대》가 10시부터 11시 10분까지 편성되어 결방
- 2002년 5월 21일 - 6시 40분부터 축구 국가대표 평가전 <대한민국 VS 잉글랜드> 중계 편성에 따라[9] 《이색극장 두 남자 이야기》가 9시부터 10시, 월화 미니시리즈 《거침없는 사랑》이 10시부터 11시 10분까지 편성되어 결방
- 2002년 5월 30일 - 8시 45분부터 《2002년 FIFA 월드컵》 경축 전야제 편성
- 2002년 6월 3일 - 8시 20분부터 월드컵 축구 <이탈리아 VS 에콰도르> 중계 편성
- 2002년 6월 4일 - 8시부터 월드컵 축구 <대한민국 VS 폴란드> 중계 편성
- 2002년 6월 5일 - 8시 20분부터 월드컵 축구 <독일 VS 아일랜드> 중계 편성
- 2002년 6월 6일 - 8시 20분부터 월드컵 축구 <프랑스 VS 우루과이> 중계 편성
- 2002년 6월 7일 - 8시 20분부터 월드컵 축구 <아르헨티나 VS 잉글랜드> 중계 편성
- 2002년 6월 10일 - 8시 20분부터 월드컵 축구 <포르투갈 VS 폴란드> 중계 편성
- 2002년 6월 11일 - 8시 20분부터 월드컵 축구 <카메룬 VS 독일> 중계 편성
- 2002년 6월 12일 - 8시 20분부터 월드컵 축구 <남아공 VS 스페인> 중계 편성
- 2002년 6월 13일 - 8시 20분부터 월드컵 축구 <멕시코 VS 이탈리아> 중계 편성
- 2002년 6월 14일 - 7시 45분부터 월드컵 축구 <포르투갈 VS 대한민국> 중계 편성
- 2002년 6월 17일 - 8시 20분부터 월드컵 축구 <브라질 VS 벨기에> 중계 편성
- 2002년 6월 18일 - 8시 20분부터 월드컵 축구 <대한민국 VS 이탈리아> 중계 편성
- 2002년 6월 21일 - 8시 20분부터 월드컵 축구 준준결승 <독일 VS 미국> 중계 편성
- 2002년 6월 25일 - 7시 45분부터 월드컵 축구 준결승전 <대한민국 VS 독일> 중계 편성
- 2002년 6월 26일 - 7시 45분부터 월드컵 축구 준결승전 <브라질 VS 튀르키예> 중계 편성

## 참고 사항
- 일일연속극 최초로 씨에이에이에 외주 제작을 맡긴 작품이다.[10]
- 시청률이 저조하자 젊은 연기자들이 대부분 신인으로 꾸며졌던 점을 들어 배우진을 교체하기도 하였다.[11]
- 당초 2002년 5월 종영할 예정이었으나 후속작 《결혼합시다》의 캐스팅 난항으로 인해 2개월 늘린 2002년 7월에 막을 내렸으며 따뜻한 어머니 역과 굴곡 많은 인생을 살아가는 여인 역을 주로 해 왔던 김영애와 섹시한 중년 여성의 분위기를 풍겨 온 이휘향이 푼수끼있는 동서지간으로 나와 이미지 변신을 시도했지만[12] 중견 연기자들의 코믹 캐릭터 붐들이 드라마의 작품성이나 주제의 진지함보다는 코믹 연기라는 개인기에 비중을 둬 드라마의 완성도를 저하시켰다는 지적이 있었다.